# ミセス
ミセス（Mrs. または Mrs、[ˈmɪsɪz]）は、英語における敬称の一つであり、既婚者でかつ他の称号（教授、大統領、ドクター(Dr)、デイム(Dame)など）を持っていない女性に対して使用される。ラストネーム（姓）またはフルネームに用いる。日本語においては「○○夫人」と訳される。

## 概要
ミセスは元々、全ての女性に対して使われた敬称「ミストレス(Mistress)」が縮約されたもので、既婚・未婚問わず用いられていた。イギリスと多くのイギリス連邦諸国では、通常ピリオドはつけない。アメリカ合衆国とカナダでは、通常ピリオドをつける。
この敬称は、男性に対する「マスター(Master)」や「ミスター(Mr.)」に対応するものである。既婚女性に対する敬称「ミセス」と未婚女性に対する敬称「ミス」の分離は、17世紀中頃から始まった。
Mrsが非省略形で書かれることは稀であり、その非省略形も標準的な綴りが存在しない。文学ではmissusやmissisという形で現れることがある。トーマス・ハーディらの作品では、語源を反映した"Mis'ess"の形が使われる。Missesという形が使われることもあるが、これはミス(Miss)の複数形とも取ることができ、曖昧である。
Mrsの複数形は、フランス語に由来するMesdamesである。これはそのまま書く場合もあるが、Mmesと省略することもできる。

## 伝統的な用法
伝統的には、ミセスは、既婚の女性に対して、Mrs John Smithのように夫のファーストネーム・ラストネームとともに使用された。未亡人に対しても、夫が生きていた時と同じ呼び方をする。女性のファーストネーム、女性の旧姓、ハイフンによる複合姓に対してミセスをつけるのは稀だった（例：John Smithと結婚したJane Millerという女性の場合、Mrs Jane Smith、Mrs Miller、Mrs Miller-Smith）。これらは、特に20世紀初頭の多くのエチケット評論家によって、誤っていると見なされた。
いくつかの言語では、Madame（マダム）, Señora（セニョーラ）, Signora, Frau（フラウ）などの既婚女性の敬称は男性に使用される敬称を直接に女性形にしたものであり、未婚女性の敬称は、Mademoiselle（マドモアゼル）, Señorita（セニョリータ）, Signorina, Fräulein（フロイライン）のようにその指小辞である。このため、既婚女性のための敬称が職業上の使用における全ての女性に対するデフォルトの敬称に移行して行った。イギリスでは長らく、家政婦、料理人、ナニーなどの上流階級の家の女性家庭内労働者については、既婚・未婚に関わらず「ミセス」と呼びかけていた。20世紀後半になると、婚姻状態に中立な「ミズ」が広く使用されるようなった。
イギリスでは、離婚した女性の伝統的な呼び方はMrs Jane Smithだった。アメリカでは、離婚した女性は、再婚するまでは結婚時の名前を保持していた。その後、旧姓にミセスを付けたMrs Jane Millerの形式が離婚者の間で広く使われるようになった。
子供を持つ未婚女性が社会的に受け入れられるレベルにまで社会的道徳観が緩和される以前は、エミリー・ポストのようなエチケット専門家によって、未婚の母親は詮索されるのを避けるために旧姓に「ミセス」をつけて使うように忠告された。
多くの女性がホワイトカラーの仕事に就くようになると、ミスとミセスの敬称が分離していることは問題となった。結婚前にその業界で有名になった女性は、しばしば旧姓、あるいはステージ名、ペンネームを結婚後も維持した。

「ミス」が有名人への呼びかけに使われるようになったが（ミス・ヘレン・ヘイズ、ミス・アメリア・イアハートなど）、既婚女性が夫の姓を使っている場合に「ミス」と呼ぶのには問題があった。

## 現代の用法
女性が夫のファーストネームで呼ばれることは、今では非常に稀である。しかし、Mr and Mrs John Smithのように、夫婦を合わせて呼ぶ場合に夫のファーストネームの方を使うことは、現在でも依然としてある。
英語圏（具体的には、アメリカ・イギリス・カナダ・オーストラリア・ニュージーランド）における、女性に対する敬称の規範（Miss／Mrs.／Ms. の適切な使い分け）については、未だ見解が分かれている。

## 日本における「ミセス」
Mrs.のカタカナ転写は「ミセス」が定着しているが、実際の発音 [ˈmɪsɪz]（"miss is" と早口で言うイメージ）から乖離しており、英語話者には全く通じないので注意を要する。
カタカナ語としての「ミセス」は、単独で「奥様」「主婦」という意味で使われる。